# Bullimus bagobus
Bullimus bagobus  (Mearns, 1905) è un roditore della famiglia dei Muridi diffuso nelle Filippine.

## Descrizione

### Dimensioni
Roditore di grandi dimensioni, con la lunghezza della testa e del corpo tra 228 e 275 mm, la lunghezza della coda tra 175 e 205 mm, la lunghezza del piede tra 52 e 60 mm, la lunghezza delle orecchie tra 26 e 30 mm e un peso fino a 635 g.

### Aspetto
Le parti superiori sono bruno-giallastre scure, con la base dei peli grigio scura, i fianchi sono marroni scuri, mentre le parti ventrali sono bianco-giallastre. Il dorso dei piedi è marrone scuro, mentre le dita sono bianco-grigiastre. Gli artigli sono chiari, mentre le vibrisse sono nere. La coda è più corta della testa e del corpo, brunastra sopra, più chiara sotto, cosparsa di pochi peli e rivestita da circa 9 anelli di scaglie per centimetro. Il cariotipo è 2n=42 FN=58.

## Biologia

### Comportamento
È una specie terricola e notturna.

### Alimentazione
Si nutre di parti vegetali.

## Distribuzione e habitat
Questa specie è diffusa sulle isole di Bucas Grande, Bohol, Dinagat, Leyte, Maripipi, Mindanao, Samar e Siargao, nelle Filippine.
Vive nelle foreste di pianura, talvolta anche in quelle muschiose tra 200 e 1.800 metri di altitudine.

## Conservazione
La IUCN Red List, considerata l'abbondanza all'interno dell'areale limitato, classifica B. bagobus come specie a rischio minimo (Least Concern).